# انعكاس تام
الانعكاس التام أو الانعكاس الكلي الداخلي في الفيزياء والكهرومغناطيسية (بالإنجليزية: Total reflection)‏ هو انعكاس كامل للشعاع الساقط. و لا يحدث الانعكاس التام إلا بتوفر شرطين:
- إذا تعرض الشعاع الساقط إلى اختلاف في معامل الانكسار, و هذا يحدث عند عبوره من وسط إلى وسط آخر.
- إذا غدت زاوية السقوط أكبر من الزاوية الحرجة و أصغر من 90°.

و قيمة الزاوية الحرجة ليست ثابتة في كل الأحوال بل تتبدل بتبدل الأوساط التي ينتقل فيها الشعاع الضوئي ( أو أي شعاع كهرومغناطيسي على وجه العموم). علما أنه في كل الأحوال, فإن زاوية الانعكاس تساوي تماما زاوية السقوط.

## الزاوية الحرجة

لن يعبر أي شعاع إذا كانت درجة.

بمعرفة الزاوية الحرجة يمكن من معرفة متى يمكن أن ينعكس الشعاع الساقط بشكل تام. و لحساب الزاوية الحرجة ينبغي معرفة معامل الانكسار لكل وسط. و من ثم التعويض في قانون ابن سهل (المعروف حاليا بقانون سنل).
{\displaystyle n_{1}\sin \theta _{1}=n_{2}\sin \theta _{2}\ }
و بما أننا بصدد حساب الزاوية الحرجة, فسوف نبحث عن قيمة {\displaystyle \theta _{2}} التي تحقق انعكاسا تاما للشعاع الساقط. من الرسمة يتضح أن {\displaystyle \theta _{1}} يجب أن تساوي 90° درجة لكي يحدث ارتداد كلي للشعاع.
إذن بجعل {\displaystyle \theta _{1}} = 90 ° و التعويض في القانون يمكن حساب الزاوية الحرجة {\displaystyle \theta _{c}}.
{\displaystyle \theta _{c}=sin^{-1}{\frac {n_{2}}{n_{1}}}}
إذن فمقدار زاوية السقوط {\displaystyle \theta _{i}} الذي يسبب انعكاسا تاما هو.
{\displaystyle \theta _{c}} <{\displaystyle \theta _{i}} <90°
لاحظ أن {\displaystyle n_{2}} لابد أن تكون أصغر من أو تساوي {\displaystyle n_{1}} و الا تعارض الأمر مع تعريف جيب الزاوية.

### مثال

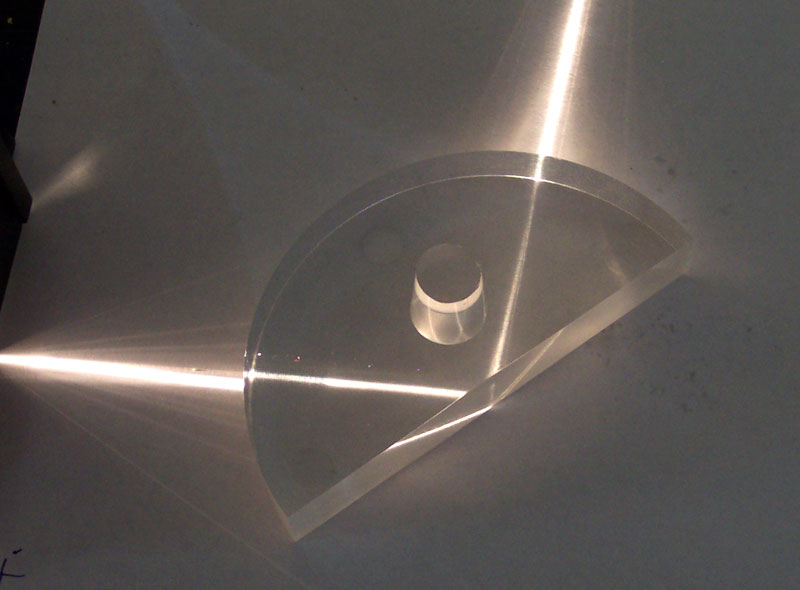
انعكاس تام بين الزجاج والهواء

إذا سقط شعاع من وسط زجاجي ذي معامل انكسار يبلغ 1.5 إلى الهواء ذي معامل انكسار يساوي 1 فإن الزاوية الحرجة تساوي .
{\displaystyle \theta _{c}=sin^{-1}{\frac {1}{1.5}}=41.8^{o}}

## التطبيقات

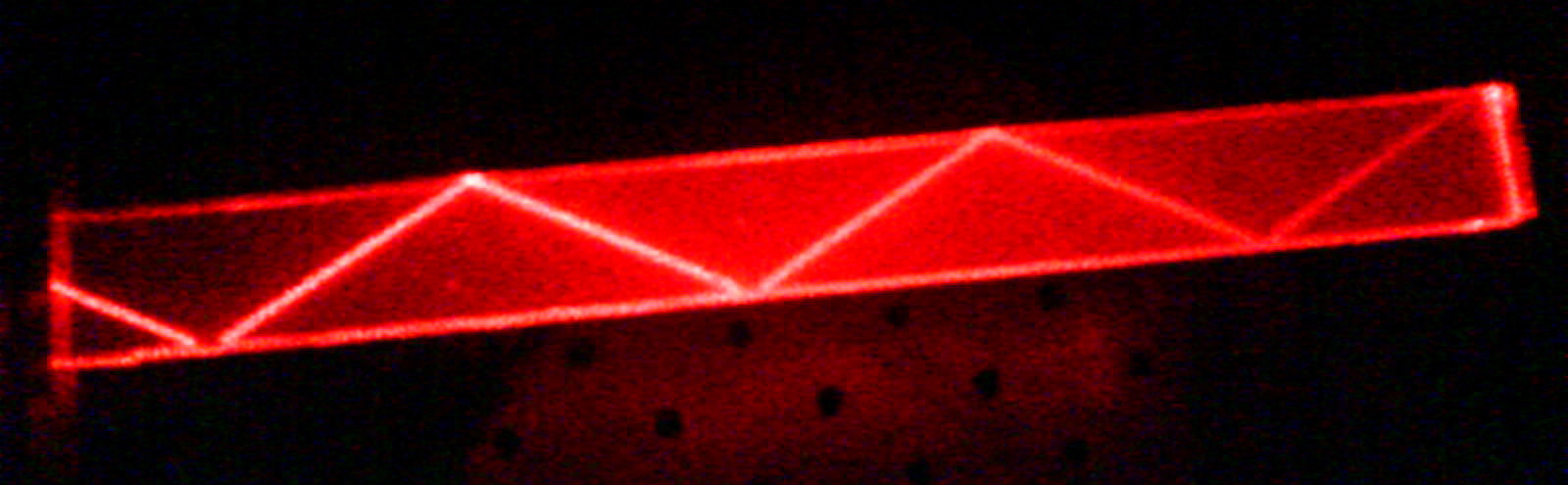
تصوير لمبدأ عمل الألياف الضوئية

أبرز تطبيقات ظاهرة الانعكاس التام هي الألياف الضوئية. حيث يتم بعث حزمة ضوئية محملة بالبيانات عبر الليف الضوئي بزاوية أكبر من الزاوية الحرجة الخاصة به, فلا تنفك ترتد ارتدادا كليا حتى تبلغ هدفها.